# Wiedersehen mit einem Fremden
Wiedersehen mit einem Fremden ist ein deutscher Fernsehfilm aus dem Jahr 2010. Das Nachkriegsdrama, das Mitte der 1950er-Jahre in Baden-Württemberg spielt, handelt von einem Kriegsheimkehrer, der die Identität eines anderen annimmt und doch von der Vergangenheit eingeholt wird. Regie führte Niki Stein, der gemeinsam mit Thomas Kirchner auch das Drehbuch verfasste.

## Handlung
Liesbeth Steiner lebt mit ihrem kleinen Sohn in einem Dorf im Hochschwarzwald. Den Vater des Jungen, Max Steiner, hatte sie 1945 in Berlin kennengelernt und war wenige Tage später in einer Kriegsheirat seine Frau geworden, da sein Fronturlaub tags darauf endete. Im Schwarzwald, wo Max den Bauernhof seiner Eltern übernommen hatte, kam Liesbeth damals bei dessen Familie unter.
Doch die junge Frau und der gemeinsame Sohn werden auf dem Hof der Familie bloß geduldet, besonders Steiners Schwester Margarete hält dessen Braut für eine Erbschleicherin. Max Steiner geriet am Ende des Zweiten Weltkriegs in sowjetische Kriegsgefangenschaft und galt als verschollen. Liesbeth, der von ihrer Ehe außer ihrem Sohn nur ein Hochzeitsfoto geblieben ist, wartete bei jedem Transport neuer Kriegsheimkehrer vergebens am Bahnhof auf seine Rückkehr. Solange der erbberechtigte Bruder sich nicht um den Hof kümmern kann, wird der landwirtschaftliche Betrieb stellvertretend von Margarete geführt. Doch je länger Steiners Abwesenheit andauert, desto mehr schwindet auch Liesbeths Status als dessen Ehefrau. Als Großvater Steiner, der seinem Enkel und der Schwiegertochter recht zugetan war, stirbt, fordert Margarete das Wohnhaus ganz für sich und ihren Mann Georg und die Mutter. Liesbeth bleibt nichts anderes übrig, als, zur Magd degradiert, mit ihrem Sohn in die Kammer über dem Stall zu ziehen.
Als Max Steiner 1955 nach der von Bundeskanzler Konrad Adenauer in Moskau ausgehandelten „Heimkehr der Zehntausend“, der Rückkehr der letzten deutschen Kriegsgefangenen, in seinem Heimatdorf ankommt, ist Liesbeth überglücklich. Doch sie trifft auf einen von Krieg und Gefangenschaft völlig veränderten Mann. Vorsichtig nähern sich die beiden nach der langen Trennung wieder an. Der großspurige, als schnell aufbrausend bekannte, ehemals überzeugte Nazi zeigt sich nun geläutert und von einer ruhigen, fast sanftmütigen Seite und irritiert damit manchen in der Dorfgemeinschaft. Arglos begegnet ihm nach anfänglicher Scheu nur der kleine Josef, um den sich der Heimkehrer rührend kümmert. Alte Bekannte scheint er nur schwer wiederzuerkennen, an Einzelheiten aus der Familiengeschichte kann Max sich jedoch gut erinnern. Die Mutter, die all seine Briefe aus Kriegstagen sorgsam aufbewahrt hat, ist von der Rückkehr des geliebten Sohnes überzeugt, die Schwester hingegen hegt Zweifel an dessen Identität, etwa als sie sich in einer Auseinandersetzung mit dem Bruder über die künftige Bewirtschaftung des Hofes im Ton vergreift und ihm, perplex über seine Reaktion, offen ins Gesicht sagt, der Max von früher hätte sie jetzt vom Hof gejagt.
Liesbeth ahnt, dass ihr vermeintlicher Mann vielleicht ein anderer ist, als er vorgibt zu sein, doch zu sehr hat sie all die Jahre seine Rückkehr herbeigesehnt. Auch Regine, die früher als Magd auf dem Steinerschen Hof beschäftigt war, kommen Zweifel, als ihr der Mann, der ihr einst Gewalt angetan hat, plötzlich freundlich begegnet. Einmal nimmt sie all ihren Mut zusammen, um Gewissheit zu erlangen, und erkennt aufgrund fehlender körperlicher Merkmale, dass ein Fremder vor ihr steht. Schließlich gibt der Mann ihr gegenüber zu, dass er ein Kamerad von Max Steiner ist und dieser die Kriegsgefangenschaft nicht überlebt hat. Regine ist darüber so erleichtert, dass sie die Wahrheit nicht nur für sich behält, sondern öffentlich für ihn und Liesbeth und gegen Margarete Partei ergreift. Gerade als selbst Skeptiker anfangen, mit dem vermeintlichen Max ihren Frieden zu schließen, taucht eines Tages mit Heinrich ein alter Kriegskamerad von ihm im Dorf auf. Er erkennt den Betrug und versucht ihn zu erpressen. Als der falsche Max auf Heinrichs Forderungen nicht eingeht, macht der sein Wissen öffentlich. Margarete glaubt, in Heinrich einen Verbündeten gefunden zu haben. Nach dem Tod der Mutter greift sie zu einem letzten Trumpf: In Briefen an die Mutter hatte Steiner einst seine Beteiligung an deutschen Kriegsverbrechen in Griechenland geschildert. Während Liesbeth weiter fest zu ihrem angeblichen Mann steht, soll dem Spätheimkehrer nun der Prozess gemacht werden. Unversehens sieht sich der Lehrer Gottfried Reincke aus Siebenbürgen, der sich in den Jahren in sowjetischer Gefangenschaft in das Leben seines Mitgefangenen Max hineingeträumt und – durch den Krieg und die Beschlüsse der Potsdamer Konferenz jeder Zukunftsperspektive in seiner Heimat beraubt – nach Steiners Tod dessen Identität angenommen hat, mit einer Anklage als Kriegsverbrecher konfrontiert.

## Hintergrund
Autor Thomas Kirchner greift hier Motive der Geschichte um den Kriegsheimkehrer Martin Guerre auf, die sich im 16. Jahrhundert in Frankreich zutrug, verlegt die Handlung aber in den Hochschwarzwald der Adenauer-Jahre. Der Stoff wurde bereits 1982 mit Gérard Depardieu und Nathalie Baye in Die Wiederkehr des Martin Guerre verfilmt. 1993 entstand mit Richard Gere und Jodie Foster in den Hauptrollen das Hollywood-Remake Sommersby, das die Handlung in die Zeit nach dem amerikanischen Bürgerkrieg verlagert.
Die Erstausstrahlung des Films erfolgte am 5. Mai 2010 im Programm des Ersten. Wiedersehen mit einem Fremden erreichte mit 6,57 Millionen Zuschauern als Tagessieger einen Marktanteil von 21,3 Prozent. Die beiden Hauptdarstellerinnen Silke Bodenbender und Nina Kunzendorf standen unter der Regie von Niki Stein im selben Jahr auch für den Film Bis nichts mehr bleibt vor der Kamera.

## Kritik
„[Ein] Drama über [die] Wunden, die der Krieg auch in Gegenden schlug, in denen keine Kampfhandlungen stattfanden. Ein Film über kaum reparable seelische Veränderungen angesichts des Kriegsgeschehens.“

„Klug haben Regisseur Niki Stein und Drehbuchautor Thomas Kirchner hier den historischen Fall des Kriegsheimkehrers Martin Guerre […] ins Nachkriegsdeutschland verlagert. Vor dem Hintergrund kollektiver Verdrängung und schleppender Entnazifizierung erhält die Wandlung des heimgekehrten Nazis in einen demokratischen Feingeist eine geradezu ironische Note. […] Vergangenheit wird in diesem zeitgeschichtlichen Bilderbogen auf den ersten Blick nicht aufgearbeitet. […] Doch aus der prallen Fünfziger-Jahre-Gegenwart gelingt es Thomas Kirchner, immer wieder ohne billige Flashbacks die Spuren des totalitären Systems freizulegen. […] Auch in Wiedersehen mit einem Fremden wird der Zeitenumbruch vor allem an wirtschaftlichen Aspekten deutlich gemacht: Zwischen archaischem Erbrecht und moderner Masttierhaltung, zwischen alten Sitten und neuem landwirtschaftlichem Gerät wird sich ökonomisch neu aufgestellt. So ist das ARD-Drama vor allem ein Duell zwischen den beiden Hauptdarstellerinnen Silke Bodenbender und Nina Kunzendorf geworden, die […] als Magd und Bäuerin um Macht und Hof, um Status und Ernte [ringen].“

„Regisseur Niki Stein, der mit Thomas Kirchner auch das Buch schrieb, findet Auswege aus der bekannten Draußen vor der Tür-Verzweiflung, dem Scheitern des Heimkehrers an der mitleidlosen Saturiertheit der Daheimgebliebenen. Peter Davor […] spielt den falschen Mann und Bruder mit einer hintersinnigen Distanz, die den Betrug durch den Krieg mit privatem Betrug zu heilen versucht. Im Schauspielerinnenduell wird Davor so zum lachenden Dritten.“

„Die Geschichte trägt naturgemäß auch Züge des Heimatfilms, selbst wenn Stein auf genreübliche Zutaten wie Kitsch, Rührseligkeit oder saftige Naturbilder verzichtet. Dialekt spricht in der Dorfgemeinschaft jedoch allein eine einzige Nebenfigur, was mitten im Schwarzwald selbst heute noch völlig unglaubwürdig ist. Ohnehin erreicht der Film längst nicht die Intensität der letzten Inszenierungen Steins (‚Der große Tom‘, ‚Die Todesautomatik‘). Die Führung der Darsteller aber ist wie stets bei diesem Regisseur bemerkenswert.“

„Wiedersehen mit einem Fremden ist ein Heimatfilm über Heimatlose. Vor den Kulissen einer heilen Schwarzwald-Welt strampeln die Einen, um endlich festen Boden unter ihre Füße zu bekommen, während die Anderen krampfhaft bemüht sind, den Krieg zu vergessen. Doch statt den Existenzkampf am Ende auf die Spitze zu treiben, setzt der Film inkonsequent auf Liebe und Verzicht. Zwar hält [Niki Stein] die Melodramatik auf kleiner Flamme, doch der finalen ethischen Säuberung fällt leider die Ambivalenz der Helden zum Opfer.“